# فضای مرده (بازی ویدئویی)
فضای مرده (به انگلیسی: Dead Space) یک بازی ویدئویی محصول ۲۰۰۸ در سبک ترس و بقا است که توسط ئی‌ای ردوود شورز توسعه و به‌وسیلهٔ الکترونیک آرتس انتشار یافت. همچنین به عنوان اولین قسمت در مجموعه فضای مرده برای پلی‌استیشن ۳، ایکس‌باکس ۳۶۰ و مایکروسافت ویندوز منتشر شد. بازی دربارهٔ یک سفینه استخراج‌کننده است که در پی کشف ماده‌ای به نام مارکر، توسط هیولاهایی مرگبار به نام نکرومورف اشغال می‌شود. بازیکن، مهندس آیزاک کلارک را کنترل می‌کند کسی که علاوه بر رهیابی سفینه و مبارزه با نکرومورف‌ها باید با روان‌پریشی فزاینده خود نیز مبارزه کند. گیم‌پلی به صورتی است که آیزاک مناطق مختلف را در حین داستان بررسی می‌کند، معماهای محیطی را حل می‌کند و برای بقا اسلحه و تجهیزات پیدا می‌کند.
فضای مرده در اوایل ۲۰۰۶ با یک طرح اولیه که روی ایکس‌باکس اجرا می‌شد مطرح شد. خالق بازی، گلن اسکافیلد قصد داشت که ترسناک‌ترین بازی که بتوان تصور کرد را با الهام از بازی رزیدنت ایول ۴ و فیلم‌هایی مانند افق رویداد و سولاریس خلق کند. گروه بر نوآوری و واقع‌گرایی در طراحی، از روند مکانی دشمنان گرفته تا حذف هاد اصرار داشت. طراحی صدا یک اولویت ویژه در طی تولید بود، به این منظور موسیقی جیسون گریوز برای القای حس تنش و اضطراب طراحی شد.
بازی با فروش کم آغاز شد ولی به مرور زمان یک میلیون نسخه در جهان فروخت. منتقدان اتمسفر، گیم‌پلی و طراحی صدای آن را ستایش کردند. همچین برای چندین جایزه در صنعت برنده و نامزد شد و توسط خبرنگاری‌ها در فهرست بازی‌های ویدئویی که بهترین محسوب می‌شوند قرار گرفت. از این مجموعه دو دنباله مستقیم (فضای مرده ۲ در ۲۰۱۱ و فضای مرده ۳ در ۲۰۱۳)، و چندین اسپین‌آف و رسانه‌های مرتبط مانند یک کمیک پیش‌درآمد و یک انیمیشن ساخته شد. یک ریمیک که توسط ئی‌ای موتیو استودیوز توسعه‌یافته در ژانویه ۲۰۲۳ منتشر شد.

## روند بازی

آیزاک در حال مبارزه با یک نکرومورف

فضای مرده یک بازی ویدئویی علمی-تخیلی ترس و بقا است. بازیکنان نقش آیزاک کلارک را در اختیار دارند و او را از یک نمای سوم شخص کنترل می‌کنند. بازیکنان، بخش‌های لول-پایه سفینه فضایی ایشیمورا را می‌پیمایند، ماموریت‌های مرحله-محور را تکمیل می‌کنند، معماهای فیزیکی درون محیط را حل می‌کنند و با هیولاهایی به نام نکرومورف می‌جنگند. در خلأ، آیزاک ظرفیت هوای محدودی دارد که با پیداکردن مخزن‌های هوا در محیط دوباره پر می‌شود. در مناطق جاذبه-صفر آیزاک و بعضی از دشمنان خاص می‌تواند بین سطوح بپرند؛ این مکان‌ها معمولاً معما دارند. در حین کاوش در سفینه ایشیمورا، آیزاک می‌تواند مهمات، بسته‌خون و همچنین منابع تغذیه الکتریکی را پیدا کند که برای بازکردن درهای مخصوص و ارتقای سلاح و لباس به کار می‌رود. در بعضی نقاط سفینه آیزاک می‌تواند به فروشگاه دسترسی داشته باشد تا تجهیزات و مهمات بخرد. آیزاک همچنین می‌تواند از خط مکان‌یابی برای پیداکردن ماموریت‌های مرحله بعد استفاده کند.
آیزاک با له‌کردن می‌تواند صندوق‌های تجهیزات را بشکند و با مشت زدن دشمنان کوچک‌تر را کشته و بزرگ‌تر را دور کند. توانایی که در حین بازی باز می‌شود عبارتند از جابجاکننده، که می‌تواند اشیا را را جابه‌جا یا بکِشد و ساکن کننده، که حرکات دشمنان را به مدت کوتاهی کند می‌کند. تمام نمایشگرهای گیم‌پلی نقلی هستند و در جهان بازی به صورت تصاویر سه‌بعدی تجسم‌شده ظاهر می‌شوند. میزان سلامتی و انرژی آیزاک در پشت لباس او نشان داده می‌شود و وقتی اسلحه نشانه‌گیری شود تعداد گلوله نمایان می‌شود. تمامی نمایشگرهای فرمان‌ها، تجهیزات، تماس‌های ویدئویی، نقشه بازی، کوله‌پشتی و ویترین فروشگاه به‌صورت صفحه نمایش‌های سه‌بعدی در جلو ظاهر می‌شود. زمانی که بازیکن به قسمت منو می‌رود، زمان در بازی متوقف نمی‌شود.
هنگام کاوش، آیزاک باید با نکرومورف‌هایی که از دریچه‌ها ظاهر می‌شوند و از جنازه‌های پراکندهٔ سرتاسر سفینه زنده می‌شوند، مبارزه کند. انواع مختلف نکرومورف‌ها توانایی‌های متفاوتی دارند و به تاکتیک‌های تغییریافته‌ای برای شکست دادن آن‌ها نیاز است. نکرومورف‌ها بسته به آن که چقدر زخمی شدند می‌توانند مواضع و تاکتیک‌های جدیدی را در پیش بگیرند، مانند رشد دوباره دست‌وپاها و زنده‌کردن دشمنان جدید. آیزاک می‌تواند به سلاح‌های مختلف برای مبارزه با نکرومورف‌ها دسترسی داشته باشد که آن‌ها را فقط با بریدن دست‌وپاهایشان بکشد. برای انجام این کار، آیزاک از اسلحه‌های طراحی‌شده برای بریدن استفاده می‌کند. اسلحه اصلی در مرحله اول یافت می‌شود، درحالی که اسلحه‌های دیگر با پیدا کردن طرح‌ساخت‌ها در مراحل بعدی ساخته می‌شوند. سکوهایی که در مراحل توسط آیزاک استفاده می‌شود می‌تواند قدرت یا ویژگی‌های دیگر سلاح و لباس او را افزایش می‌دهد. تمام کردن بازی نیو گیم پلاس را باز می‌کند که به آیزاک لباس جدید، پول اضافه، تجهیزات و البته گزارش‌های ویدئویی و صوتی می‌دهد. همچنین درجه سختی بالاتری را باز می‌کند.

## داستان

### رویداد و شخصیت‌ها
داستان در سال ۲۵۰۸ رقم می‌خورد؛ زمانی که بشریت در سراسر جهان گسترش یافته است. در پی انقراض قریب‌الوقوع زندگی انسان‌ها به دلیل کمبود منابع در زمین، از سفینه‌هایی به نام سیاره‌شکن استفاده می‌شود تا از سیاره‌های غنی، منابع جمع‌آوری شود. قدیمی‌ترین سیاره‌شکن، یواس‌جی ایشیمورا است که یک عملیات معدن‌کاری غیرقانونی را روی سیاره اجیس ۷ انجام می‌دهد. در پشت پرده معلوم می‌شود که سیاره اجیس ۷ زیستگاه مارکر قرمز است؛ یک کپی انسان‌ساخت از مونولیت مارکر اصلی بیگانگان که روی زمین کشف شده است. تلاش برای سلاح‌سازی از مارکر و نسخه‌های آن سبب شده است که یک ارگانیسمِ ویروس‌مانند به وجود آید که اجساد را آلوده و به مخلوقاتی مردهٔ متحرک به نام نکرومورف تبدیل می‌کند. دو جناح اصلی در فضای مرده عبارتند از: دولت زمین، که مارکر قرمز را ایجاد و سپس پنهان کرد و وحدت‌گرایی، یک جنبش مذهبی که مارکر را می‌پرستد. وحدت‌گرایی را یک محقق به نام مایکل آلتمن تأسیس کرده است.
در رویدادهای فضای مرده، مستعمرهٔ اجیس ۷، مارکر قرمزِ مخفی‌شده در آن‌جا را کشف می‌کند. در پی کشف آن و ورود ایشیمورا ابتدا مستعمره‌نشینان و سپس خدمه سفینه، به توهم و سپس بیماری‌های ذهنی مبتلا می‌شوند و با پیدایش نکرومورف‌ها، به اوج خود می‌رسد. تا زمان رسیدن سفینه پشتیبانی کلیون، تمام سیاره اجیس ۷ و سفینه ایشیمورا به جز تعداد انگشت‌شماری از خدمه، کشته یا به نکرومورف تبدیل شده‌اند.
آیزاک کلارک، قهرمان بازی، مهندسی است که با سفینه کلیون سفر کرده تا بفهمد چه بلایی بر سر دوست دختر خود، نیکول برنان، افسر ارشد پزشکی ایشیمورا آمده است. در کلیون به همراه آیزاک، زاک هموند، افسر ارشد امنیتی و کندرا دانیل، متخصص کامپیوتر، حضور دارند. البته بدون اطلاع خدمه کلیون، کندرا افسر دولت زمین است که برای کنترل وضعیت فرستاده شده است. شخصیت‌های دیگری که آیزاک در ایشیمورا با آنها روبرو می‌شود عبارتند از: چالوس مرسر، دانشمندی دیوانه، که معتقد است نکروموف‌ها شکل برتر بشریتند، دکتر ترنس کین، بازمانده‌ای که می‌خواهد مارکر را به اجیس ۷ بازگرداند و نیکول، که به طرز مرموزی با آیزاک ارتباط برقرار می‌کند و در نقاط مختلف سفینه ظاهر می‌شود.

### پیرنگ
آیزاک با سفینه کلیون به همراه هموند و کاندرا به اجیس ۷ می‌رسد. در طی سفر، آیزاک مکرراً یک پیام ویدئویی از نیکول را تماشا می‌کند. یک اختلال عملکرد در فرود، باعث برخورد سفینه کلیون به منطقه فرود ایشیمورا می‌شود و قرنطینه آن را تخریب می‌کند. نکرومورف‌ها همهٔ خدمهٔ کلیون را به‌جز آیزاک، کندرا و هموند می‌کشند. آیزاک سفینه را می‌پیماید، سیستم‌ها را بازیابی می‌کند و قطعاتی را برای تعمیر سفینه پیدا می‌کند تا شاید بتوانند فرار کنند. آنها تقریباً داشتند موفق می‌شدند ولی کلیون به دلیل اختلالات گسترده‌تر نابود می‌شود. در این رویدادها، هر سه بازمانده، علائم شدید روان‌پریشی و جنون را تجربه می‌کنند؛ از توهم گرفته تا پارانویا.
در حین کاوش، آیزاک از طریق گزارش‌های صوتی و تصویری از وقایع سفینه و حمله نکرومورف با خبر می‌شود. او متوجه می‌شود که عملیات معدن‌کاری غیرقانونی ایشیمورا روی سیاره اجیس ۷، که توسط دولت زمین ورودممنوع شده بود، عمل خبیثانه‌ای به منظور یافتن مارکر قرمز برای کلیسای وحدت‌گرایی بود. مستعمره اجیس ۷ تقریباً توسط روان پریشی گسترده ایجاد شده توسط مارکر از بین رفت و باعث قتل و خودکشی شد. مارکر به همراه بازماندگان و جسدهای مستعمره‌نشینان ایشیمورا برده‌شد. نفوذ مارکر، مبارزات جناحی و حمله نکرومورف‌ها تقریباً منجر به کشته شدن همه سرنشینان شد. آیزاک دو بازمانده باقیمانده خدمه ایشیمورا را پیدا می‌کند: دکتر ترنس کین، که اعتقاد خود را به وحدت‌گرایی کنار گذاشته است و دکتر چالوس مرسر که دیوانه شده و نکرومورف‌ها را می‌پرستد.
علی‌رغم تلاش‌های آیزاک، نکرومورف هموند را می‌کُشد و مرسر به خود اجازه می‌دهد که به نکرومورف تبدیل شود. سفینهٔ دیگری به نام والور می‌رسد و از طریق کپسول فرار ایشیمورا، که حاوی نکرومورف بود، آلوده می‌شود؛ مدارک نشان می‌دهد که والور برای از بین بردن تمام آثار حضور ایشیمورا فرستاده‌شده بود. کندرا، کین را قبل از اینکه به وفاداری خود به دولت اعتراف کند، می‌کشد؛ زیرا کین دیوانه تهدید کرده بود که مارکر باید به نکرومورف‌ها بازگردد و توسط «هیو مایند» بر روی سیاره کنترل شود. مارکر به عنوان قسمتی از یک آزمایش در اجیس ۷ باقی ماند، و زمین می‌خواهد آن را بازگرداند. آیزاک به کمک نیکول، نقشه‌های کندرا را خراب می‌کند، مارکر را به اجیس ۷ بازمی‌گرداند، نکرمورف‌ها را خنثی کرده و شروع به ویران‌کردن اجیس ۷ می‌کند.
کندرا مارکر را بازمی‌گرداند و به آیزاک می‌گوید که رویارویی‌های او با نیکول توهماتی بود که توسط مارکر خلق شده بود تا او را به سمت هیو مایند بکِشاند. پیام‌های نیکول با خودکشی نیکول به دلیل جلوگیری از تبدیل شدن به نکرومورف پایان یافته بود. کندرا قبل از اینکه بتواند با مارکر فرار کند، توسط هیو مایند بیدارشده کشته می‌شود. پس از کشتن هیو مایند، آیزاک وارد شاتل کندرا می‌شود درحالی که اجیس ۷ و مارکر هر دو نابود می‌شوند.
در شاتل، آیزاک پریشان برای نیکول عزاداری می‌کند و توسط توهم خشونت‌آمیز او مورد حمله قرار می‌گیرد.

## تولید

### توسعه

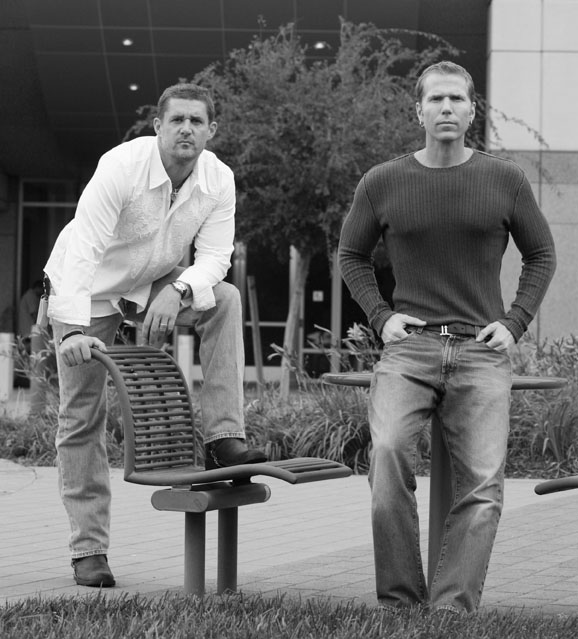
گلن اسکافیلد و مایکل کاندری به ترتیب مدیر اجرایی و کارگردان بازی بودند.

گلن اسکافیلد زمانی که در ئی‌ای ردوود شورز کار می‌کرد، فضای مرده را خلق کرد. اسکافیلد می‌خواست چیزی را بسازد که احساس می‌کرد می‌تواند دلهره‌آورترین‌ترین بازی ترسناک ممکن باشد. ایده او از سری رزیدنت ایول و سایلنت هیل الهام گرفته بود. بر اساس گفته‌های دستیار تهیه‌کننده استیو پاپوتسیس، ئی‌ای ردوود شورز خودش را به عنوان یک شرکت برای بازی‌های دارای مالکیت مجوزدار ثبت کرد و تیم این را فرصتی برای گسترش آن به مالکیت عمومی دید تا خودشان را به عنوان «شرکتی شایسته در زمینه بازی‌سازی» مطرح کنند. در طی مراحل اولیه، این بازی را با عنوان «ماه متعفن» می‌شناختند. فضای مرده به عنوان پروژه‌ای توصیف شد که بسیاری از کارمندان ردوود شورز می‌خواستند که به مدت چندین سال روی آن کار کنند. در سال ۲۰۱۴، مایکل کاندری، کارگردان بازی، گفت که در آن زمان یک پروژه مردمی بود که همه مشتاق بودند تا خودشان را اثبات کنند، ولی انتظار نداشتند که این بازی به چیز بزرگ و پیچیده‌ای تبدیل شود. وقتی که در اوایل سال ۲۰۰۶ بازی را به شرکت اصلی، الکترونیک آرتس، معرفی کردند، سه ماه به آنها فرصت داده شد تا نمونه اولیه خود را بسازند.
به منظور آماده‌سازی یک طرح قابل اجرا در آن بازه زمانی، نمونه اولیه روی سخت‌افزار ایکس‌باکس اصلی توسعه داده شد. اعضای تیم تصمیم گرفتند قبل از اینکه روی نحوه کار بازی بر روی سخت‌افزارهای نسل جدید برنامه‌ریزی کنند، بهتر است یک نمونه قابل بازی تولید کنند. بعضی رویکردها مانند دموهای زودهنگام و تبلیغات تهاجمی بازی با اقدامات الکترونیک آرتس برای بازی‌های جدید در آن زمان در تضاد بود. الکترونیک آرتس در نهایت پس از دیدن اینکه برش عمودی معادل مرحله یک است و به وسیله آن تمام عناصر گیم‌پلی گنجانده شده، بازی را تأیید کرد. به گفته چاک بیور، دستیار تهیه‌کننده، این پیش-چراغ سبز کار ۱۸ ماه طول کشید. پس از تأیید، و استفاده از تجربیات آنها در ساخت برش عمودی، تیم یازده مرحله دیگر در مدت ده ماه ساخت. تیم از موتور بازی‌ای که برای پدرخوانده طراحی شده بود استفاده مجدد کرد، زیرا با سبک توسعه آنها متناسب بود، از جلوه‌های محیطی لازم پشتیبانی می‌کرد و موتور هاوک را پیاده‌سازی می‌کرد.

### طراحی بازی
اسکافیلد می‌خواست تا بازی‌ای بسازد که برخلاف محصولات معمول الکترونیک آرتس باشد. برای درک بهتر تیم، اسکافیلد اغلب فضای مرده را «رزیدنت ایول ۴ در فضا» توصیف می‌کرد. گزارش‌های مختلفی از ارتباط بازی با مجموعه سیستم شاک وجود دارد. کاندری گفته است فضای مرده فقط از سیستم شاک ۱ و سیستم شاک ۲ الهام گرفته است. طراح بازی، بن وانات، اظهار داشت که تیم برای سومین قسمت سیستم شاک برنامه‌ریزی کرده بود و به عنوان مرجع نسخه‌های اصلی را بازی می‌کرد، ولی وقتی که رزیدنت ایول ۴ منتشر شد، تصمیم گرفتند بازی دارای مالکیت فکری خود را برپایه حول گیم‌پلی آن بسازند. اگرچه بازی تا حد زیادی از رزیدنت ایول ۴ الهام گرفت، ولی اسکافیلد می‌خواست که بازی پویایی بیشتری داشته باشد، زیرا ضرورت توقف و شلیک در رزیدنت ایول ۴ اغلب گیرایی و جذابیت بازی را از بین می‌برد. تعادل گیم‌پلی به گونه‌ای بود که سرعت راه رفتن، سریع‌تر از بازی‌های شوتر اول شخص و کندتر از بازی‌های وحشت و بقا بود. مدیریت منبع برای ایجاد تنش بازی دستخوش تنظیم و تعادل مداوم می‌شد، اما ناعادلانه و آزاردهنده نبود.
به وسیله عناصر هاد درون-جهانی و همچنین سکانس‌های داستانی مانند میان‌پرده‌ها و گزارش‌های صوتی و تصویری که در لحظه پخش می‌شد، گیرایی و جذابیت یک عنصر اصلی در بازی بود. علاوه بر این موارد، عناصر استاندارد با استفاده از بافت‌های مناسب یا علامت‌های آشکار درون-بازی در داخل محیط گنجانده شد. به عقیده تیم، تحت تأثیر این رویکرد، محیط بیشتر واقعی و قابل مفهوم خواهد بود. مکانیزم چرخش سریع در حین تولید چندین بار اضافه و حذف شد؛ که در نهایت حذف شد زیرا قراردادن این گزینه به آخرین دکمه‌های کنترلر باعث می‌شد که بازیکنان تست‌کننده در مناطق پرخطر، به‌طور تصادفی بچرخند. در کنترل‌های نسخه مایکروسافت ویندوز چندین پیکربندی مختلفی داشت؛ چرا که تیم می‌خواست تا بهترین پیکربندی را برای موس و صفحه‌کلید داشته باشد.
یکی از اصول مهم گیم‌پلی «استراتژی قطع‌کردن» بود، که روی قطع کردن دست‌وپاها برای کشتن دشمنان تمرکز داشت. این موضوع، فضای مرده را از اکثر بازی‌های شوتر متمایز می‌کند؛ زیرا آنها روی هدشات تمرکز دارند و اجازه می‌دهند بازیکن دشمنان را به رگبار ببندد. دقت سلاح‌ها و رفتار دشمنان نیز برپایه این رویکرد مطابقت داده شد. به عنوان مثال، دشمنان به جای اینکه فوراً کشته شوند، با هدشات شدن خشمگین می‌شوند و بازیکنان را به چالش می‌کشند. ساخت نمونه اولیه بخش دونفره بیش از سه ماه طول کشید، ولی سرانجام متوقف شد تا تیم بتواند روی ایجاد یک تجربه تک نفره تمیز تمرکز کند.
یک عنصر رایج برای روند مکانی
دشمنان ساخته‌شد، به‌طوری‌که دشمنان در نقاط مختلف اتاق‌ها به شکل تصادفی ظاهر شوند؛ و علاوه بر آن، بازیکنان نتوانند این الگوها را به خاطر بیاورند و ضدحمله انجام دهند.بسته به موقعیت بازیکنان، مکانیزم‌هایی برای کنترل اینکه کجا دشمنان باید از مکان‌هایی مانند دریچه‌ها ساخته شوند، وجود داشت. سکانسی از گیم پلی که در آن یک نکرومورف تنتاکل برای آیزاک کمین می‌کند و او را در راهرو می‌کِشد، یک ماه به طول انجامید. اعضای تیم ابتدا این سکانس را به‌عنوان یک مرگ فوری برنامه‌ریزی کرده بودند اما بعد آن را به یک حمله یک‌جانبه تغییر دادند که آیزاک بتواند فرار کند. مجموعه‌ای از مکانیزم‌های مکانیکی و انیمیشن‌ها برای این سکانس در نظر گرفته شد و اسکافیلد اذعان کرد که روش او برای تعیین وظایف باعث شد که این سکانس به خوبی عمل نکند. برای بهبود عملکرد این سکانس، تیم به یک ساختار «لایه‌لایه» روی آورد تا با تمرکز روی هر بخش، تیم بتواند مشکلات آن را تشخیص دهد. تیم مجبور شد دو بخش نامشخص را حذف کند تا ساخت سکانس تنتاکل دوباره به کار بیفتد. در نهایت حل این مشکل باعث ایجاد اعتماد به نفس در تیم شد و به آنها کمک کرد تا مشکلات دیگر بازی را حل کنند و محتوای بیشتری اضافه کنند.
انیمیشن شخصیت‌ها به صورت واقع‌گرا طراحی شد، به طوری که انیمشن‌های وسیع حرکتی برای بازیکن، شخصیت‌های فرعی و دشمنان ایجاد شد تا حرکات بین مواضع نرم و یکنواخت شود. جاذبه-صفر در مکان‌هایی در محیط وجود داشت، و تیم تحقیقات گسترده‌ای را در مورد کاوش و بقا در فضای واقعی انجام داد تا اتمسفر و حرکات درست باشند. پیاده‌سازی جاذبه صفر بسیار سخت بود، به طوری که بیور روند آن را «ماه‌ها و ماه‌ها و ماه‌ها کار» توصیف می‌کرد. گرچه از لحاظ فنی تیم با استفاده از خاموش کردن مقدار جاذبه در هاوک می‌توانست به راحتی آن را انجام دهد، اما برنامه‌نویسی مجدد بخش‌ها به صورتی که باورپذیر و لذت‌بخش باشد، چالش‌های جدیدی را ایجاد می‌کرد. آیزاک به مجموعه‌ای از انیمیشن‌های جداگانه برای محیط‌های جاذبه-صفر نیاز داشت؛ چنان‌که حرکات کند او توسط کارگردان انیمیشن، کریس استون، با طناب کشسانی که به پایش بسته بود و له‌کردن اغراق شده‌ای را انجام می‌داد، انجام شد. برای اینکه آیزاک بتواند به روش‌های مختلفی بمیرد، تعداد بسیار زیادی نقطه به مدل آن اضافه شد تا بتوان او را از آن نقاط تکه‌تکه کرد و به این ترتیب، سکانس مرگ ایزاک به بخشی از هویت دیداری بازی تبدیل شد. یکی از موضوعات کلیدی برای تیم در حین طراحی عناصر ترسناک این بود که از ترس‌ها به تعداد زیاد استفاده نشود تا بازیکن لحظات امنی داشته باشد و در عین حال از اضطراب بازیکن کم نشود. در بازی‌های قبلی، تیم از تعداد زیادی پرش ترسناک استفاده می‌کرد، ولی چون این روش زیاد ترسناک نبود استفاده از آن کمتر شد، و بیشتر روی اتمسفر درون بازی تأکید شد.

### داستان و طراحی هنری
وقتی که هنوز عنوان بازی ماه متعفن بود، اسکافیلد در ذهن خود داستان آن را شبیه به فیلم فرار از نیویورک، که به یک سیاره در فضا برای نگهداری زندانیان مربوط می‌شد، تجسم می‌کرد. تیم عنصر «فضا» را پسندید، ولی محیط زندان را نه. برخلاف بازی‌های آن زمان، که داستان از اهمیت کمتری برخوردار بود، تیم می‌خواست که داستان از همان ابتدا تعریف شود و سپس مراحل و ماموریت‌ها را پیرامون آن بسازند. اولین ایده جدی، استخراج منابع از سیارات توسط انسان‌ها بود، با این پیچش داستانی که یکی از سیاره‌هایی که آن‌ها استخراج می‌کنند، چیز خطرناکی را در خود جای داده باشد. برای افزایش جذابیت بازی، میان‌پرده‌های اضافی کاهش یافت، به طوری که روایت داستان با بازیکنان ارتباط-لحظه‌ای داشت.
موضوعات مذهبی و ملت‌هایِ یاغی خارج از کنترلِ زمین به شکلی روایت شد تا زمینه‌های داستان علمی و تخیلی پدیدار شود. مذهب وحدت‌گرایی پنج ماه در حال توسعه بود، زیرا اسکافیلد احساس می‌کرد که چیزی از قلم افتاده است. پس از مطالعه روی دهانه چیکشولوب، اسکافیلد مارکر اصلی را شیئی در نظر گرفت که باعث ایجاد این دهانه شده است و سپس وحدت‌گرایی را پیرامون آن نوشت. وانات و بیور جزئیات مربوط به وحدت‌گرایی را خلق کردند. آن‌ها تا جایی که با نیازهای داستان سازگار بود، بخش‌هایی از داستان‌های سنتی و مذهبی را به داستان اضافه کردند. ایده اصلی وحدت‌گرایی، بررسی کردن تأثیرات یک مذهب یا یک فرقه از کنترل خارج‌شده و همچنین تأثیر مخرب افراد شرور بر مذهب افراد دیگرِ آن مذهب بود. بعدها وقتی وحدت‌گرایی با ساینتولوژی مقایسه شد، آن را یک عقیده نامعقول خواندند و عملکرد آن را نیز ناشناخته شمردند. ساخت وحدت‌گرایی بخش ساده‌ای از توسعه بود و تیم در مورد مضامین پیرامون آن با مشکل مواجه نشد، زیرا به جای انتقاد از یک باور خاص، به صورت کلی با سایر مذهب‌ها مقایسه می‌شد.
نخستین منبع الهام برای لحن بازی، فیلم افق رویداد بود. اسکافیلد ضمن توجه به داستان‌گویی دیداری و شیوه فیلمبرداری، به یک سکانس خاص که در آن از شخصیت روی صحنه خون می‌چکد، به‌عنوان اولین الهام خود اشاره کرد. یکی از مهم‌ترین منابع الهام، فیلم فرانسوی ترسناک به نام شهدا بود. عناصر دیگر نیز از سایر فیلم‌های علمی تخیلی الهام گرفته شد: شیوه مبارز آیزاک با شخصیت الن ریپلی از فیلم بیگانه، دیوانه شدن شخصیت‌ها از فیلم سولاریس و حس ناامیدی از داستان فیلم آفتاب الهام گرفته شد. به دلیل عناصر لحظه‌ای بازی و تکمیل ماموریت‌های خارج از محوطه، چگونگی بازگویی داستان یک چالش مکانیکی بود.
داستان بازی حاصل همکاری مشترک وارن الیس، ریک ریمندر و آنتونی جانستون بود. الیس روایت و پیش زمینه داستان‌های زیادی را خلق کرد. این طرح اولیه به ریمندر واگذار شد. او صحنه‌های برنامه‌ریزی شده را نوشت و چند صحنه را نیز خودش اضافه کرد و قبل از تحویل فیلم‌نامه به جانستون بازنویسی‌های انجام شده را بهبود داد. جانستون که در نوشتن رسانه‌های اضافی بازی درگیر بود، روی اضافه کردن اشاراتی از آن آثار به فیلم‌نامه بازی کار کرد. با این که نوشتن فیلمنامه دو سال به طول انجامید، جانسون فقط روی هشت ماه آخر آن زمان کارکرد. بیشتر کارهای او در زمینه دیالوگ بود، که باید با رویدادهای اصلی که قطعی شده بود تناسب می‌داشت. جانسون همچنین مشارکت زیادی برای ساخت لاگ‌های صوتی کرد، که از آنها برای خلق خطوط داستانی فرعی و بسط دادن روایت استفاده کرد. بیور سازمان‌های ارجاع‌شده به بازی را «نقاط اوج بسیار تأثیرگذار در پس‌زمینه داستان که حتی می‌توانست مستقل شود» توصیف کرد.
آیزاک به عنوان فردی غیرنظامی و بی‌تجربه در نظر گرفته شد تا به عنوان یک شخص معمولی که هیچ آموزشی برای برای جنگ و بقا ندیده، برای بازیکنان جذابیت داشته باشد. زره و طراحی سلاح او این حقیقت را که او یک مهندس آموزش‌ندیده است، توجیه می‌کند؛ زره یک لباس کاری است که از لباس کارکنان دکل‌های نفتی برگرفته شده است و اسلحه‌ها نیز ابزار استخراج نفتند. نام آیزاک از دو نویسنده علمی تخیلی، آیزاک آسیموف و آرتور سی. کلارک الهام گرفته شد. طراحی محیط سفینه عمداً از داستان‌های علمی تخیلی سنتی که در آن‌ها محیط کشتی بیش از حد تمیز و در عین حال فاقد عملکرد است، فاصله گرفت. تعداد زیاد محیط‌ها و طراحی‌های آشنا علاوه بر اینکه ایشیمورا را به یک محیط زندگی باورپذیر تبدیل می‌کند، عناصر وحشت را نیز افزایش می‌دهد، زیرا برای بازیکنان آشنا خواهد بود. برای دستیابی به احساس واقع گرایانه، آنها از معماری گوتیک تقلید کردند که هم از نظر عملی و هم از نظر زیبایی با هدف آنها متناسب بود. روشنایی بر اساس نور لامپهای قوی مورد استفاده در دندانپزشکی بود.
نکرومورف‌ها را وانات طراحی کرد. همانند طراحی سفینه، وانات نکرومورف‌ها را واقع‌گرایانه و ملموس‌تر طراحی کرد. رویکرد او به این شکل بود که نشان دهد که چگونه ظاهر و شکل انسان «توسط یک تغییر شکل وحشتناک به معنای واقعی کلمه از ظاهر و باطن نابود شد». آنها عناصر شکل اصلی انسان را حفظ کردند و در عین حال طبیعت وحشتناک انسان را به تصویر کشیدند. به عنوان مرجع، تیم از تصاویر و صحنه‌های پزشکی مربوط به تصادف خودروها استفاده کرد، سپس از آسیب‌ها الگوبرداری کرد و آن‌ها را در طراحی هیولاها گنجاند. این تصاویر همچنین به عنوان مرجع برای اجساد مرده پراکنده در محیط استفاده شد. نکرومورف‌های دارای دست‌وپا یا تنتاکل برای گیم پلی قطع‌کردن و تکه‌تکه کردن در نظر گرفته شد، زیرا نکرومورف‌های بدون دست‌وپا برای تکه‌تکه شدن مناسب نبودند. نامگذاری این نکرومورف‌ها از اصطلاحات مناطق جنگی که میان سربازان به کار می‌رفت الهام گرفته شد.

### صدا

#### طراحی صوتی
اسکافیلد از همان وهلهٔ اول اصرار داشت که موسیقی و طراحی صوتی باید برای افزایش فضای ترسناک تأکید داشته باشد. پروژه طراحی صدا را دان وِکا و تیمش؛ شامل اندرو لاکی، دِیو فِیس و دِیو سوئِنسِن انجام دادند. کار هر یک از اعضا اغلب با دیگران همپوشانی داشت. فیس اولین کسی بود که به گروه پیوست و روی طراحی اسلحه و عناصر «ترکیب‌های مختلف صوت» کار کرد. سوئنسن به عنوان یک همه‌فن‌حریف توصیف می‌شد، که بر روی طیف گسترده‌ای از عناصر به خصوص ایجاد شدت صوت و مدیریت بخش‌های خطی فیلم‌نامه کار می‌کرد. مشارکت‌های لاکی نیز در باس فایت‌ها و سکانس‌های افتتاحیه تمرکز داشت. وکا، علی‌رغم نقش مدیریتی که داشت، تا آنجا که ممکن بود «آچار به دست بود» و روی همه جنبه‌های طراحی صدا کار کرد. در یکی از مناطق بازی، که دشمنی وجود نداشت اما به صدا و نور وابسته بود، کارگردان صوتی دان وکا از صداهای ضبط شده از قطار حمل و نقل سریع خلیج استفاده کرد؛ اسکافیلد نتایج را یک «صدای وحشتناک» توصیف کرد. صدای هیولاها بر اساس صدای انسان بود؛ به عنوان مثال، برای هیولاهای کوچک بازی از صدای کودکی انسان و ترکیب آن‌ها با صدای غرش پلنگ استفاده شد.
همانند سایر عناصر تولید، تیم بر واقع‌گرایی تأکید داشت. وقتی نوبت به محیط‌های جاذبه-صفر رسید، آن‌ها تمام صداهای بازی را بی صدا کردند، و روی صداهای لباس آیزاک تمرکز کردند، زیرا این کار تجربهٔ واقعی فضای خلأ را بازتاب می‌کند. صداهای درون گیم پلی به طوری بود که تیم می‌خواست بازیکنان از سرنخ‌های صدا برای پیش‌بینی حملات دشمنان استفاده کنند و در عین حال حس ترس افزایش یابد. تیم می‌خواست فیلمنامهٔ صداهای فیلم‌های ترسناک خطی را در یک محیط تعاملی بازنویسی کند. آنها فیلم‌های ترسناک مورد علاقه را تماشا کردند و با درنظر گرفتن جلوه‌های صوتی و موسیقی آنها، آن‌ها را روی فضای مرده پیاده‌سازی کردند. یکی دیگر از مشکلات تیم، بهینه‌سازی مقدار رم برای موسیقی و جلوه‌های صوتی بود، در حدی که تیم مجبور شد به جای استفاده از دستگاه‌های طراحی صوتی محبوب از ابزارهای سفارشی استفاده کند.
اعمال کردن دیالوگ‌ها و صداگذاری‌ها توسط اِندریا پلاستِس و جیسون هَفِل انجام شد. صداگذاری هنگام ضبط حرکات بازیگران انجام شد. بازیگران شامل تونانتزین کارملو در نقش کندرا، پیتر منسا در نقش هموند و کیث سارابایکا در نقش کین بودند. آیزاک یک قهرمان خاموش و نقاب‌پوش بود، بنابراین تیم تلاش کرد شخصیت او را با ظاهر و حرکات نشان دهد، به‌طوری‌که تعداد زیادی انیمیشن برای وضعیت‌ها و حرکات متفاوت او تدارک دیده شد. این رویکرد بر اساس به تصویر کشیدن گوردون فریمن در نیمه‌عمر ۲ بود. لازم است ذکر شود که یکی از پیشنهادهایی که در مراحل اولیه تولید با آن مخالفت شد، این بود که یک بازیگر مشهور نقش آیزاک را بازی کند.
تیم برای کنترل عناصر طراحی صوتی، ابزارهای نرم‌افزاری سفارشی خلق کرد. یکی از ابزارهای که آن‌ها خلق کردند، «ترس‌زا» نام گرفت که بر اساس فاصله از دشمنان یا رویدادهای مهم، بلندی موسیقی و جلوه‌های صوتی را کنترل می‌کرد. دیگر ابزار طراحی صدا «ندای دوسویه چندش‌آور» است که برای لایه‌های مختلف صوت مانند یک مرتب‌کننده مولتی‌تِرَک رفتار می‌کرد و صداهای تصادفی را به بازی اضافه می‌کرد تا حس ترس و تنش ایجاد کند؛ «جلوهای بصری» که جلوهای صوتی مختلف را در محیط‌ها و مناطق خاص ترکیب می‌کرد. ابزار دیگر که «اسکریپت مرده» نام داشت، یک زبان اسکریپت‌نویسی بود که به‌عنوان جایگزینی برای یک زبان صوتی توسعه یافت و بعداً برای بازی هاگ که فضای زیادی را در کد بازی اشغال می‌کرد، به کار رفت.

#### موسیقی
آهنگ‌ساز فضای مرده جیسون گریوز بود. جیسون با وکا برای خلق موسیقی تاریک و غمگین و «در سبک تصادفی» همکاری کرد و از آثار کریستوفر یانگ و همچنین موسیقی فیلم درخشش الهام گرفت. زمانی که جیسون پروژه خود را دریافت کرد، به او گفته شد که تیم «ترسناک‌ترین موسیقی که تابه‌حال شنیده شده» را می‌خواهد. به عنوان بخشی از تحقیق، گریوز به موسیقی‌های جدید ارکستری گوش داد. او سبک موسیقی را بر اساس نام خود نکرومورف‌ها بنا کرد، او با واژه‌های «نکرو» به معنی «مرگ» و «مورف» به معنی «تغییر»؛ می‌خواست که از این مفهوم موسیقی بسازد.
ضبط مراحل موسیقی در مکانی در استودیوی اسکای‌واکر سوند، در بخش‌های جداگانه انجام شد تا گریوز لایه‌های مختلف صدا را ایجاد کند. در نهایت ضبط موسیقی سه ساعته درون-بازی فضای مرده بیش از پنج ماه طول کشید و این زمان چند برابر بیشتر از بازی‌های ویدئویی عنوان‌دار قبلی بود که توسط گریوز آهنگ‌سازی شده بود. گریوز این تجربه را به عنوان چالش‌برانگیزترین و لذت‌بخش‌ترین پروژهٔ آهنگ‌سازی خود توصیف کرد و از میزان آزادی که توسط تیم صداگذاری به او داده شده بود قدردانی کرد.

## انتشار
از فضای مرده در سپتامبر ۲۰۰۷ رونمایی شد. فضای مرده بخشی از استراتژی مدیریت جدید الکترونیک آرتس را دوباره شکل داد تا مالکیت‌های فکری جدید را جایگزین مالکیت‌های مجوزدار قبلی آن‌ها کند. وب سایت بازی در مارس ۲۰۰۸ فعال شد و تصویرهایی از صفحه بازی، یک تریلر، یک وبلاگ توسعه‌دهنده و یک تالار گفتگوی اختصاصی داشت. الکترونیک آرتس برای بازاریابی بازی، حمایت زیادی انجام داد. در ابتدا، مدیر ارتباطات فضای مرده اعلام کرد که آلمان، چین و ژاپن این بازی را ممنوع کرده‌اند. ولی بعداً معلوم شد که این خبر، یک ترفند بازاریابی بوده و فضای مرده در هیچ کشوری ممنوع نشده است.
در آمریکای شمالی نسخه‌های پلی‌استیشن ۳ و ایکس‌باکس ۳۶۰ فضای مرده در ۱۸ اکتبر ۲۰۰۸، و نسخه رایانه شخصی در ۲۰ اکتبر منتشر شد. تمام نسخه‌ها در استرالیا در ۲۳ اکتبر و در اروپا در ۲۴ اکتبر منتشر شد. نسخه رایانه شخصی یکی از معدود بازی‌هایی بود که الکترونیک آرتس آن را توسط محصول جنجال‌برانگیز مدیریت حقوق دیجیتال یعنی سیکورام محافظت کرد. الکترونیک آرتس یک بسته محدود فوق‌العاده از بازی منتشر کرد که فقط ۱۰۰۰ کپی از آن منتشر شد. این بسته شامل خود بازی، انیمیشن فضای مرده: سقوط، یک جایزه دی‌وی‌دی دارای محتوا، کتاب هنری فضای مرده، یک سنگ‌نگاره و کمیک فضای مرده بود. افرادی که این بازی را در دو هفته اول انتشار آن خریداری می‌کردند می‌توانستند لباس‌های انحصاری را به صورت رایگان بارگیری کنند شامل: لباس اوبسیدین برای نسخه پلی‌استیشن ۳ و لباس پیشرفته برای نسخه اکس‌باکس ۳۶۰. بعد از انتشار، بسته‌های گیم‌پلی اضافی مانند لباس‌ها و اسلحه‌ها به صورت محتوای قابل دانلود پولی منتشر شدند.

### رسانه مرتبط
علاوه بر بازی، تیم سازنده و الکترونیک آرتس یک جهان چندرسانه‌ای پیرامون بازی خلق کردند تا هم بازی را تبلیغ کنند و هم عناصر مختلف داستان و افسانه‌های اشاره‌شده به بازی را نشان دهند. این واکنش مثبت و توسعه‌ها به دلیل اشتیاق شدید برای دموی برش عمودی صورت گرفت. اولین رسانه حاوی یک مجموعه کمیک محدود بود که جانستون نوشت و بن تمپلاسمیت آن را مصور کرد و در بازه زمانی مارس و سپتامبر ۲۰۰۸ ارائه شد. رسانه بعدی، یک انیمیشن به نام فضای مرده: سقوط بود که فیلم رومن در اکتبر ۲۰۰۸ ساخت. کمیک پنج هفته تلاش برای کشف مارکر در سیاره اجیس ۷ را نشان می‌دهد، و انیمیشن نشان می‌دهد که چه اتفاقی در سفینه ایشیمورا افتاده است.
علاوه بر این‌ها، الکترونیک آرتس ساخت یک بازی واقعیت جایگزین داستانی با یک سایت مشخص تحت عنوان بازماندگان گمنام را آغاز کرد. وبسایت دیپ فوکوس طراحی وب بازی را برعهده داشت. چالش دیپ فوکوس خلق یک سایت سه بعدی بود که بتواند بازیکنان را هیجان زده‌کند و از طرفی محیط آنلاین آن منحصر به فرد باشد. طبق گفته‌های نیک براکیا، طراح خلاق بازی، هدف برداشتن یک قسمت از داستان فضای مرده و «تغییر دادن [آن‌ها]» بود به گونه‌ای که در محیط آنلاین بتواند کار کند. تولید آن چهارده ماه به طول انجامید. با اینکه رویدادهای تعاملی بیشتری در نظر گرفته شده‌بود، اما برنامه‌زمانی تولید مانع اجرای چندین ایده شد. سبک اشاره و کلیک و فضای کاوش محدود اتاق‌ها در هر داستان، به دلیل مشکلات فنی به ناچار انتخاب شد و عدم سازگاری با کنسول‌های مختلف را در پی داشت. داستان بازی بازماندگان گمنام را جانستون نوشته بود.
حدود نه هفته پیش از انتشار بازی، بازیکنان می‌توانستند قسمت‌های مختلف داستان را که شامل تصاویر دست‌وپای انسان‌های جهش‌یافته بود، باز کنند. با کاوش کردن در سبک بازی ماجراجویی اشاره و کلیلی، داستان بازی به دو قسمت تقسیم می‌شد و از طریق گزارش‌های صوتی، انیمیشن‌های کوتاه و پرونده‌های مکتوب موجود در محیط، روایت می‌شد. این دو قسمت عبارت بودند از «علاقهٔ بی‌جا»، که دربارهٔ یک پزشک متخصص است که رابطهٔ خود را با یکی از خدمه تعریف می‌کند و «۱۳»، که دربارهٔ یک مأمور مخفی دولت است که در سفینه ایشیمورا کار می‌کند. انتشار قسمت اول در ۲۵ اوت آغاز شد و قسمت پایانی به همراه بازی در ۲۱ اکتبر منتشر گردید. وارد شدن به بازی در تاریخ‌های خاص به بازیکنان تخفیف می‌داد و بالاترین جایزه آن کلاه واقعی آیزاک بود.

## بازخورد

### بازخورد منتقدان
| گردآورنده | امتیاز                                        |
| --------- | --------------------------------------------- |
| متاکریتیک | ۸۹/۱۰۰ (اکس۳۶۰) ۸۸/۱۰۰ (پی‌اس ۳) ۸۶/۱۰۰ (پی‌سی) |

| ناشر                   | امتیاز  |
| ---------------------- | ------- |
| وان‌آپ.کام              | B+      |
| سی‌وی‌جی                 | ۹٫۱/۱۰  |
| یوروگیمر               | ۷/۱۰    |
| گیم اینفورمر           | ۹٫۲۵/۱۰ |
| گیم‌پرو                 | [ ۸۸ ]  |
| گیم‌اسپات               | ۹/۱۰    |
| گیم‌تریلرز              | ۸٫۸/۱۰  |
| آی‌جی‌ان                 | ۸٫۷/۱۰  |
| اواکس‌ام (ایالات متحده) | ۶٫۵/۱۰  |
| پال‌جی‌ان                | ۹/۱۰    |

نسخه ایکس‌باکس ۳۶۰ بازی در وبگاه متاکریتیک، امتیاز ۸۹ از ۱۰۰ را بر اساس ۷۹ نقد دریافت کرد. نسخه پلی‌استیشن ۳ نیز امتیاز ۸۸ از ۱۰۰ را بر اساس ۶۷ نقد دریافت کرد، درحالی‌که نسخه رایانه شخصی، امتیاز ۸۶ از ۱۰۰ را بر اساس ۲۶ نقد از آن خود کرد. این امتیازها نشان دهنده «نقدهای عموماً مثبت» از سوی منتقدان است.
پس از انتشار، فضای مرده مورد تحسین منتقدان بسیاری از روزنامه نگاران قرار گرفت. مَت لِئون از وان‌آپ.کام، نوآوری‌های موجود در گیم پلی سوم شخص را ستود، اگرچه از برخی از عناصر بازی که به نظر می‌رسید مورد بی‌توجهی قرارگرفته، ایراد گرفت. متیو پِلِت از کامپیوتر اند ویدئو گیمز، گیم پلی بازی را ستود و آرزو کرد که ای‌کاش مکان‌های جاذبه‌صفر بیشتر بود. او همچنین از مسافت آن ایراد گرفت. دَن وایتهِد از یوروگیمر، علی‌رغم ناامید کننده دانستنِ طراحی بعضی از عناصر و بعضی قسمت‌های ترسناک، تجربه این بازی را لذت‌بخش خواند. اندرو راینِر از گیم اینفورمر، گفت که از بازی لذت برده است و پایبندی بازی به عناصر ترسناک و عناصر گیم‌پلی را تحسین کرد. منتقد دوم، جو جوبا آن را «موفقیت برتر در سبک وحشت و بقا از زمان رزیدنت ایول ۴» خواند. گیم پرو، به این بازی تقریباً از تمام جنبه‌ها (به جز نداشتن وضعیت اضافی برای گیم‌پلی) امتیاز کامل داد.
لارک اندِرسون از گیم‌اسپات با تمجید از طراحی و رفتار دشمن، آن را به عنوان یک بازی برجسته در ژانر وحشت و بقا ستایش کرد. گیم‌تریلرز، ویژگی‌های ترسناک بازی را مثبت خواند و تزریق جزئیات علمی تخیلی به بازی را تحسین کرد و گفت بازیکنان مجبورند علی‌رغم اتمسفر ترسناک بازی پیشروی کنند. جِف هِینز از آی‌جی‌ان از مکانیک بیش از حد بازی ایراد گرفت و بخش نیوگیم پلاس را خسته‌کننده خواند ولی به‌طور کلی آن را به عنوان یک بازی لذت‌بخش در ژانر خود تحسین کرد. مِگَن وات، برای مجله رسمی ایکس‌باکس نوشت: به دلیل چندین مشکلات مکانیکی ناامیدکننده و کمبود عناصر ترسناک، عالی نبود. جِرِمی جاسترزاب از پال‌جی‌ان، بازی را این‌طور خلاصه کرد: «زیباترین اتمسفر، واقعی‌ترین ترس و خوش‌ساخت‌ترین بازی این نسل در سبک ترس و بقا است».
خط داستانی با واکنش دوگانه‌ای روبرو شد؛ بسیاری، از جمله آی‌جی‌ان، کامپیوتر اند ویدئو گیمز و گیم‌پرو محیط و شیوه ارائه بازی را تحسین کردند ولی یوروگیمر، گیم اینفورمر و مجله رسمی ایکس‌باکس به نویسندگی ضعیف و اقتباس بودن آن انتقاد داشتند. در آی‌جی‌ان، وان‌آپ.کام، گیم‌اسپات و پال‌جی‌ان ذکر شده که گرافیک و طراحی محیطی بازی مورد تحسین قرارگرفته است. صداپیشگی و طراحی صدا نیز مورد استقبال قرار گرفتند، البته مورد دوم به دلیل تقویت فضای ترسناک مورد ستایش بسیاری از منتقدان از جمله آی‌جی‌ان، گیم‌اسپات و گیم‌تریلرز قرار گرفت. پیچ و تاب مکانیک مبارزات و طراحی رفتار دشمن توسط آی‌جی‌ان، یوروگیمر، گیم اینفورمر، گیم‌اسپات مجله رسمی ایکس‌باکس و پال‌جی‌ان با ستایش بسیاری روبرو شد، اما وان‌آپ.کام، گیم‌اسپات مجله رسمی ایکس‌باکس و پال‌جی‌ان از سطح تکراری و ساختار مأموریت ایراد گرفتند. حذف کامل نوار وضعیت هم توسط آی‌جی‌ان، یوروگیمر و گیم اینفورمر نظرات مثبتی دریافت کرد.
بعدها چندین مقاله در نشریات و وب سایت‌های نقد مانند گیم اینفورمر، اج، تایم، اسلنت مگیزین، گیمزریدار+ و پولیگان، فضای مرده را به‌عنوان یکی از بهترین بازی‌های ویدیویی تاریخ معرفی کردند و به نوآوری‌های آن در ژانر وحشت و بقا اشاره نمودند. مقاله‌ای از گیم پرو در سال ۲۰۱۱، اشاره کرد که این بازی الکترونیک آرتس را به‌عنوان یک الهام‌بخش بالقوه برای بازی‌های دارای اصالت و مالکیت فکری، بالا برد و برخلاف نقدهای ضدونقیضی که آن زمان دریافت کرد، تعادل بی‌نظیری را در زمینه اکشن و وحشت برقرار کرد. گیم اینفورمر در مقاله‌ای دربارهٔ این مجموعه بازی در سال ۲۰۱۸ گفت که این عنوان به دلیل ترفندهای گیم‌پلی و اتمسفر منحصر به فرد خود در مقایسه با سایر بازی‌های ویدیویی آن زمان، برجسته بود. مجله پلی در مقاله‌ای در سال ۲۰۱۵ در مورد تولید بازی، ذکر کرد فضای مرده خودش را با افزودن بیشتر عناصر اکشن به عناصر معمول ژانر خود، متمایز کرد و مقایسه مثبتی بین اتمسفر آن با بازی‌های بایوشاک ۲۰۰۷ و مترو: آخرین نور ۲۰۱۳ انجام داد. در مقاله‌ای در ۲۰۱۴ دربارهٔ دنباله‌های بعدی این مجموعه، کوتاکو از آن به عنوان «یکی از بهترین بازی‌های ترسناک کنسول‌های نسل هفتم» نام برد.

### فروش
بر اساس آمار گروه ان‌پی‌دی در ماه نوامبر ۲۰۰۸، فضای مرده در هنگام انتشار، در فروش بازی‌های آمریکای شمالی به مقام دهم رسید. این بازی با ثبت فروش ۱۹۳ هزار نسخه، تنها بازی جدیدی بود که وارد لیست ده بازی برتر شد. همچنین تنها بازی الکترونیک آرتس در این فهرست بود. تحلیل‌های اولیه نشان داد به خاطر رقابت‌های شدید بازی‌های آن زمان، فروش فضای مرده کم شد ولی با گذشت زمان و به دلیل بازخورد مثبت منتقدان، دوباره بالا رفت. تا ماه دسامبر، این بازی ۴۲۱ هزار نسخه در همه پلتفرم‌ها فروخته بود. اما در پی صرف بودجه زیاد برای بازاریابی انبوه، این بازی به همراه بازی لبه آینه، به عنوان یک بازی ناامیدکننده تجاری در نظرگرفته شد. مدیر عامل شرکت الکترونیک آرتس، جان ریکی‌تی‌اِلو گفت که به دلیل شکست‌های تجاری متعدد از جمله فضای مرده، شرکت باید درآمد مورد انتظار را برای سال مالی کاهش دهد. اما نهایتاً، در فوریه ۲۰۰۹، مدیر هنری الکترونیک آرتس، اریک براون تأیید کرد که تمام نسخه‌های فضای مرده یک میلیون نسخه در سراسر جهان فروختند.

### جوایز
| سال                                       | جایزه                                        | دسته‌بندی                          | نتیجه           | منبع    |
| ----------------------------------------- | -------------------------------------------- | --------------------------------- | --------------- | ------- |
| ۲۰۰۸                                      | ان‌ای‌وی‌جی‌تی‌آر                                 | کارگردانی دوربین در یک موتور بازی | نامزدشده        | [ ۱۰۴ ] |
| ۲۰۰۸                                      | ان‌ای‌وی‌جی‌تی‌آر                                 | انیمیشن در سینمای بازی            | پیروز           | [ ۱۰۴ ] |
| ۲۰۰۸                                      | ان‌ای‌وی‌جی‌تی‌آر                                 | کارگردانی هنری در سینمای بازی     | نامزدشده        | [ ۱۰۴ ] |
| ۲۰۰۸                                      | ان‌ای‌وی‌جی‌تی‌آر                                 | کارگردانی دوربین در یک موتور بازی | پیروز           | [ ۱۰۴ ] |
| ۲۰۰۸                                      | ان‌ای‌وی‌جی‌تی‌آر                                 | کارگردانی در سینمای بازی          | نامزدشده        | [ ۱۰۴ ] |
| ۲۰۰۸                                      | ان‌ای‌وی‌جی‌تی‌آر                                 | روشنایی/بافت                      | پیروز           | [ ۱۰۴ ] |
| ۲۰۰۸                                      | ان‌ای‌وی‌جی‌تی‌آر                                 | تدوین صوتی در سینمای بازی         | پیروز           | [ ۱۰۴ ] |
| ۲۰۰۸                                      | ان‌ای‌وی‌جی‌تی‌آر                                 | جلوه‌های صوتی                      | پیروز           | [ ۱۰۴ ] |
| ۲۰۰۸                                      | ان‌ای‌وی‌جی‌تی‌آر                                 | استفاده از صدا                    | پیروز           | [ ۱۰۴ ] |
| ۲۰۰۸                                      | ان‌ای‌وی‌جی‌تی‌آر                                 | اکشن بازی اصلی                    | نامزدشده        | [ ۱۰۴ ] |
| ۲۰۰۸                                      | جوایز بازی‌های ویدئویی اسپایک                 | بهترین بازی اکشن ماجراجویی        | نامزدشده        | [ ۱۰۵ ] |
| ۲۰۰۹                                      |                                              |                                   |                 |         |
| پنجمین دوره جوایز بازی فرهنگستان بریتانیا | اکشن و ماجراجویی                             | نامزدشده                          | [ ۱۰۶ ]         |         |
| پنجمین دوره جوایز بازی فرهنگستان بریتانیا | دستاورد هنری                                 | نامزدشده                          | [ ۱۰۶ ]         |         |
| پنجمین دوره جوایز بازی فرهنگستان بریتانیا | امتیاز اصلی                                  | پیروز                             | [ ۱۰۶ ]         |         |
| پنجمین دوره جوایز بازی فرهنگستان بریتانیا | استفاده از صدا                               | پیروز                             | [ ۱۰۶ ]         |         |
| جوایز دی.آی.سی.ای.                        | دستاورد برجسته در طراحی صدا                  | پیروز                             | [ ۱۰۷ ]         |         |
| جوایز دی.آی.سی.ای.                        | بازی اکشن سال                                | برنده                             | [ ۱۰۷ ]         |         |
| جوایز دی.آی.سی.ای.                        | دستاورد برجسته در کارگردانی هنری             | نامزدشده                          | [ ۱۰۷ ]         |         |
| جوایز دی.آی.سی.ای.                        | دستاورد برجسته در آهنگسازی موسیقی اصلی       | پیروز                             | [ ۱۰۷ ]         |         |
| جوایز آنی                                 | بهترین انیمیشن‌سازی بازی ویدئویی              | نامزدشده                          | [ ۱۰۸ ]         |         |
| جوایز گلدن جوی‌استیک                       | بهترین بازی اکشن ماجراجویی                   | نامزدشده                          | [ ۱۰۵ ]         |         |
| جوایز انجمن شبکه صوتی بازی                | صدای سال                                     | پیروز                             | [ ۱۰۹ ] [ ۱۱۰ ] |         |
| جوایز انجمن شبکه صوتی بازی                | موسیقی سال                                   | نامزدشده                          | [ ۱۰۹ ] [ ۱۱۰ ] |         |
| جوایز انجمن شبکه صوتی بازی                | طراحی صوتی سال                               | برنده                             | [ ۱۰۹ ] [ ۱۱۰ ] |         |
| جوایز انجمن شبکه صوتی بازی                | بهترین استفاده از چندمسیره سراسری در یک بازی | نامزدشده                          | [ ۱۰۹ ] [ ۱۱۰ ] |         |

## میراث

### دنباله‌ها
به دنبال موفقیت فضای مرده، ئی‌ای ردوود شورز به عنوان «استودیوی ژانرها» سازماندهی مجدد شد و ویسرال گیمز نام گرفت، و علاوه بر کار بر روی مجموعه فضای مرده چندین بازی دیگر را نیز توسعه داد و همچنین روی پلتفرم‌های مختلف، رسانه‌های اضافی و اسپین‌آف‌های مختلف را در برنامه خود قرار داد. دنباله مستقیم بازی، یعنی فضای مرده ۲، در سال ۲۰۱۱ منتشر شد. فضای مرده ۳، که سومین و آخرین عنوان این مجموعه است نیز در مارس ۲۰۱۳ منتشر شد. سومین قسمت با فروش ناامیدکننده‌ای مواجه شد، به همین علت قبل از بسته شدن ویسرال گیمز در سال ۲۰۱۷، دنباله آن لغو شد.

### ریمیک‌ها
در ژوئیه ۲۰۲۱، ئی‌ای اعلام کرد که ریمیکی از فضای مرده توسط ئی‌ای موتیو استودیوز توسعه داده خواهد شد. این ریمیک برای انتشار در پی‌سی، و کنسول‌های پلی‌استیشن ۵ و اکس‌باکس سری اکس/اس برنامه‌ریزی شده است. از کارکنان اصلی می‌توان به فیلیپ دوشارم، تهیه‌کننده ارشد، رومَن کامپوس-اُری‌اُلا، مدیر نوآوری و مایک یازیجیان، کارگردان هنری اشاره کرد، که همهٔ آن‌ها روی عناوینی از مجموعه فضای مرده کار کرده‌اند. هیچ برنامه‌ای برای تغییر داستان یا شخصیت‌ها وجود نخواهد داشت، با این وجود، تیم این تغییرات را برای سایر بازی‌های فضای مرده مورد توجه قرار خواهد داد و ممکن است اشاراتی از این عناوین قدیمی را در این ریمیک اضافه کنند تا داستان نسخه اول به عنوان مرکز و هستهٔ این مجموعه تکمیل شود. آن‌ها همچنین برخی محتوای حذف شده را که هنگام بازبینی فایل‌های طراحی نسخه اصلی پیدا کردند، در این نسخه اضافه خواهند کرد. بر اساس اطلاعات حاصل از گفت‌وگو با بازیکنان و طرفداران مجموعه فضای مرده، تیم اظهار کرد که برخی عناصر گیم‌پلی را که «کار نمی‌کرد» حذف خواهد کرد. همچنین تیم قصد دارد با استفاده از پیشرفت‌هایی که از زمان نسخه اصلی تا این زمان در قابلیت‌های دسترس‌پذیری ایجاد شده است، روی بهبود این قابلیت در بازی تمرکز کند. این ریمیک توسط موتور فراست‌بایت ساخته خواهد شد، و همهٔ سیستم‌ها را از صفر بازسازی کرده و از قابلیت‌های جدید مانند نورپردازی حجمی و ایستا استفاده خواهد کرد. این بازی همچنین از مزیت‌های سیستم درایو حالت جامد کنسول‌های جدید استفاده می‌کند تا بدون هرگونه صفحه بارگذاری بین مراحل، یک تجربه روان و یک‌پارچه را ایجاد کند. همانند سیاستی که پیش‌تر در طی انتشار بازی جنگ ستارگان جدای: محفل سرنگون گرفته شد، هیچ برنامه‌ای برای معرفی ریزتراکنش‌ها در این بازی وجود ندارد.
یک فن ریمیک پلی‌استیشن یک-گونه، تحت عنوان فضای مرده دیمیک، به عنوان نسخه آزمایشی قابل‌بازی در آوریل ۲۰۲۳ منتشر شد.